# Blindcrake
Blindcrake – wieś w Anglii, w Kumbrii, w dystrykcie (unitary authority) Cumberland. Leży 32 km na południowy zachód od miasta Carlisle i 414 km na północny zachód od Londynu.